# 耶律涤洌
耶律滌冽（?—?），辽圣宗时南府宰相。辽朝契丹人。辽皇族孟父房之后。
耶律涤洌开始担任惕隐，掌管皇族政教，相当于汉唐的宗正。开泰二年（1013年）秋七月丁酉，辽圣宗任命惕隐耶律涤洌为南府宰相，太尉耶律五哥为惕隐。七月丁卯，封皇子耶律宗训大内惕隐。後以南院大王耶律涤洌（耶律敌烈）为上京留守，漆水郡王耶律敌烈加尚父。